# بوينغ ستيرمان نموذج 75
بوينغ ستيرمان نموذج 75 (بالإنجليزية: Boeing-Stearman Model 75)‏ هي طائرة تدريب أنتجت في الولايات المتحدة. من صناعة ستيرمان للطائرات / بوينغ. دخلت الخدمة في 1934، صنع منها 9,800 طائرة، وسعر الطائرة الواحدة منها هو 11,000 دولار.